# Humedal de Techo
El Humedal de Techo está ubicado en la localidad de Kennedy en la ciudad de Bogotá, Colombia. Por su localización se encuentra en la cuenca de los ríos Bogotá, Tunjuelito y Fucha, cercano al humedal del Burro y la Vaca. Cuenta con una extensión aproximada de 11,67 hectáreas.
El ecosistema presenta dos cuerpos de agua divididos por un conjunto de construcciones ilegales y atravesado por la calle 84. Actualmente este limita al sur con la urbanización Urbiza, al norte con la industria Juveniles Bosconia, al oriente con la urbanización Lagos de Castilla y las bodegas Constructodo, al occidente con la urbanización San Juan de Castilla. Pertenece a la Unidad de Planeamiento Zonal (UPZ) 46 denominada Castilla. 

## Flora

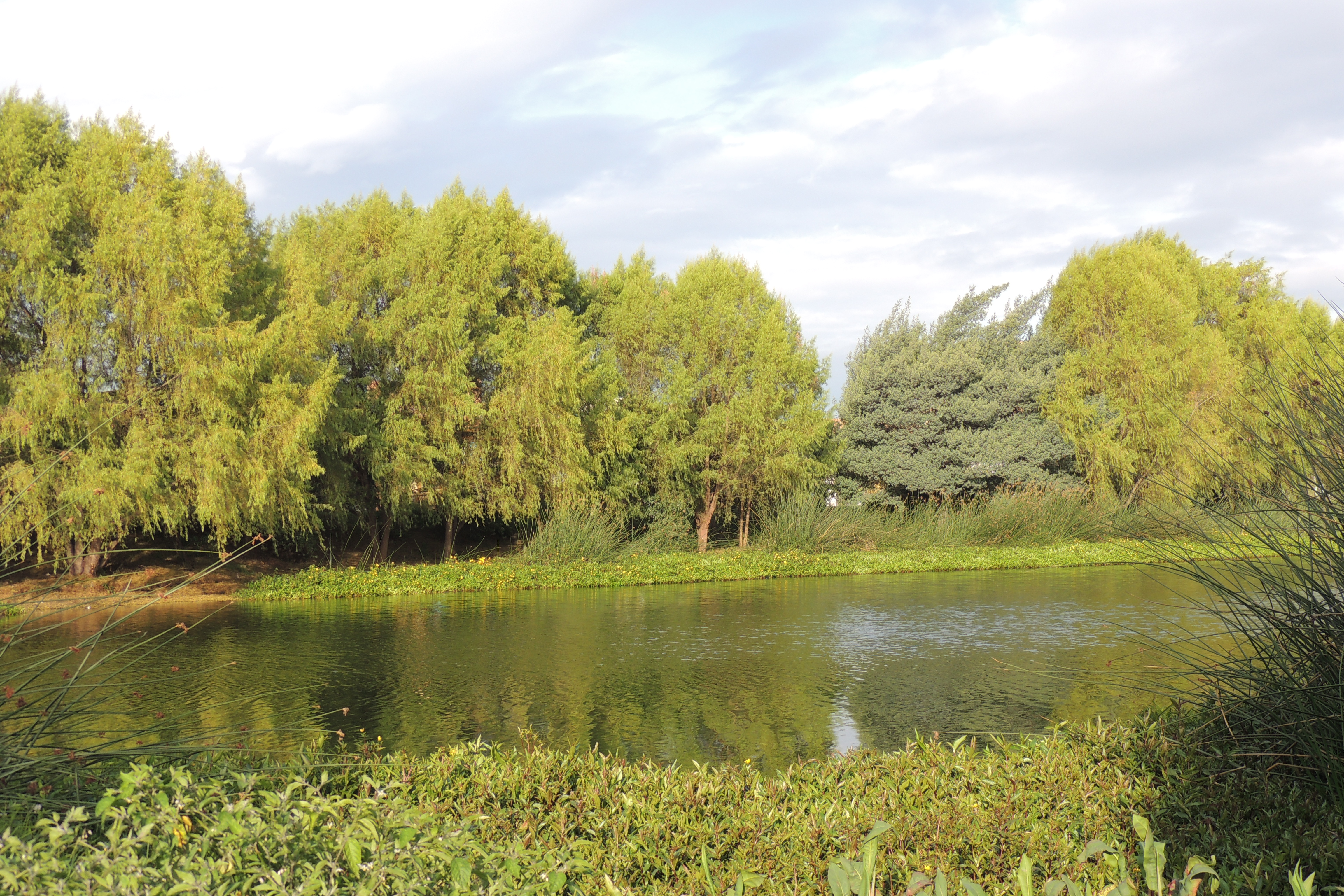
Humedal La Vaca, colindante al Humedal de Techo.

Sus cuerpos acuáticos se encuentran cubiertos por lenteja de agua (Lemna minor), sombrillita de agua (Hydrocotile ranunculoides). En sus alrededores existen poblaciones de junco Bogotá (Juncus Bogotensis) y eneas (Typha latifolia).

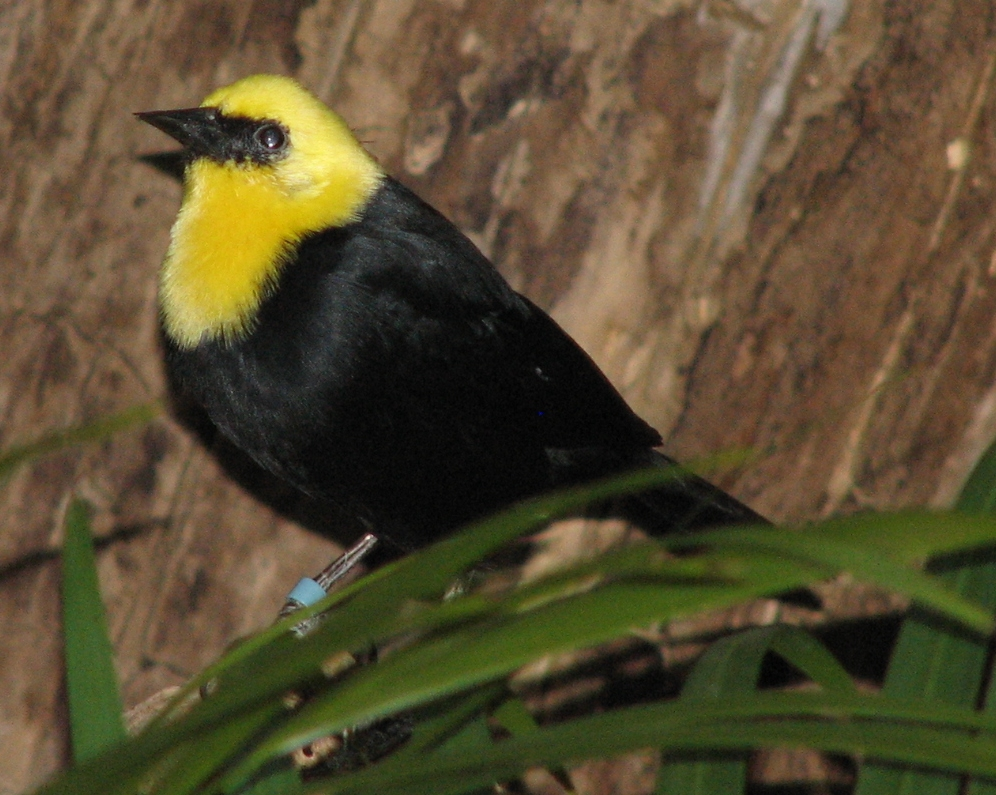
Monjita (Chrysomus icterocephalus).

| Nombre              | Especie                   | Imagen |
| ------------------- | ------------------------- | ------ |
| Lenteja de agua     | Lemna minor               |        |
| Sombrillita de agua | Hydrocotile ranunculoides |        |
| Junco Bogotá        | Juncus effusus            |        |
| Eneas               | Typha latifolia           |        |

## Fauna
A pesar del deterioro del ecosistema aún se pueden observar aves como las tinguas azules (Porphyrio martinicus), Tingua de pico rojo (Gallinula galeata), monjitas (Chrysomus icterocephalus), cerrojos (Ficedula hypoleuca), garciopolos, lechuzas, atrapamoscos (Pyrocephalus rubinus) y garzas (ardeidos).

## Historia
Los terrenos originalmente pertenecieron a la Compañía de Jesús y fue conocida como la hacienda Techo hasta que fue vendida en 1978. Desde entonces ha cambiado varias veces de dueño.
En la década de 1990, el Humedal de Techo mantenía gran parte de su ecosistema, incluyendo su cuerpo de agua, fauna, flora, y su proximidad a la comunidad de la UPZ46. Durante esos años, era común realizar fogatas y cazar curies, que luego se asaban y consumían como una forma de recreación. 
En 1994, la zona central del humedal fue vendida para desarrollar la Urbanización Lagos de Castilla, que hoy cuenta con infraestructura vial, servicios públicos y propiedades legalmente escrituradas. En respuesta a estos cambios, se formó un comité ciudadano para dialogar con las autoridades. Sin embargo, ante la falta de avances, en 1998 se creó la Corporación Lagos de Castilla, que empezó a recopilar información y realizar investigaciones sobre el barrio y el humedal, obteniendo finalmente su personería jurídica.
Desde el año 2001 se han realizado planes de saneamiento y reubicación de viviendas ilegales. Se ha construido el llamado sistema Alsacia para la recolección de aguas de la Avenida Ciudad de Cali. Para el año 2004, el humedal fue declarado Parque Ecológico Distrital de Humedal mediante el Decreto 190 de 2004 dentro del Plan de Ordenamiento Territorial donde también se establece el régimen de usos para este ecosistema. En julio de 2005 se conformo la Junta de acción comunal en la que dentro de sus objetivos ha sido la preservación del humedal.
En el año 2008 el distrito a través de la Secretaría Distrital de Ambiente emitió el Decreto 457 donde se prohíbe la urbanización, relleno, construcción y cualquier actividad que ponga en riesgo la preservación de este espacio. Este decreto implicará la relocalización de familias y la devolución de terrenos pertenecientes al humedal que fue declarado en alerta naranja por el distrito de Bogotá.
El humedal en la actualidad presenta un importante deterioro, contaminado por escombros, rellenos y vallas comerciales, además de presentar fragmentaciones del ecosistema, reducción de su superficie, vertederos industriales y pastoreo.
Se considera que el futuro del humedal se limitará a tres hectáreas y es casi imposible su recuperación total, el impacto causado por las construcciones ilegales es irreversible. Para comenzar es necesario que las normas de uso y manejo se cumplan y se sancione por las infracciones.

## Problemática ambiental

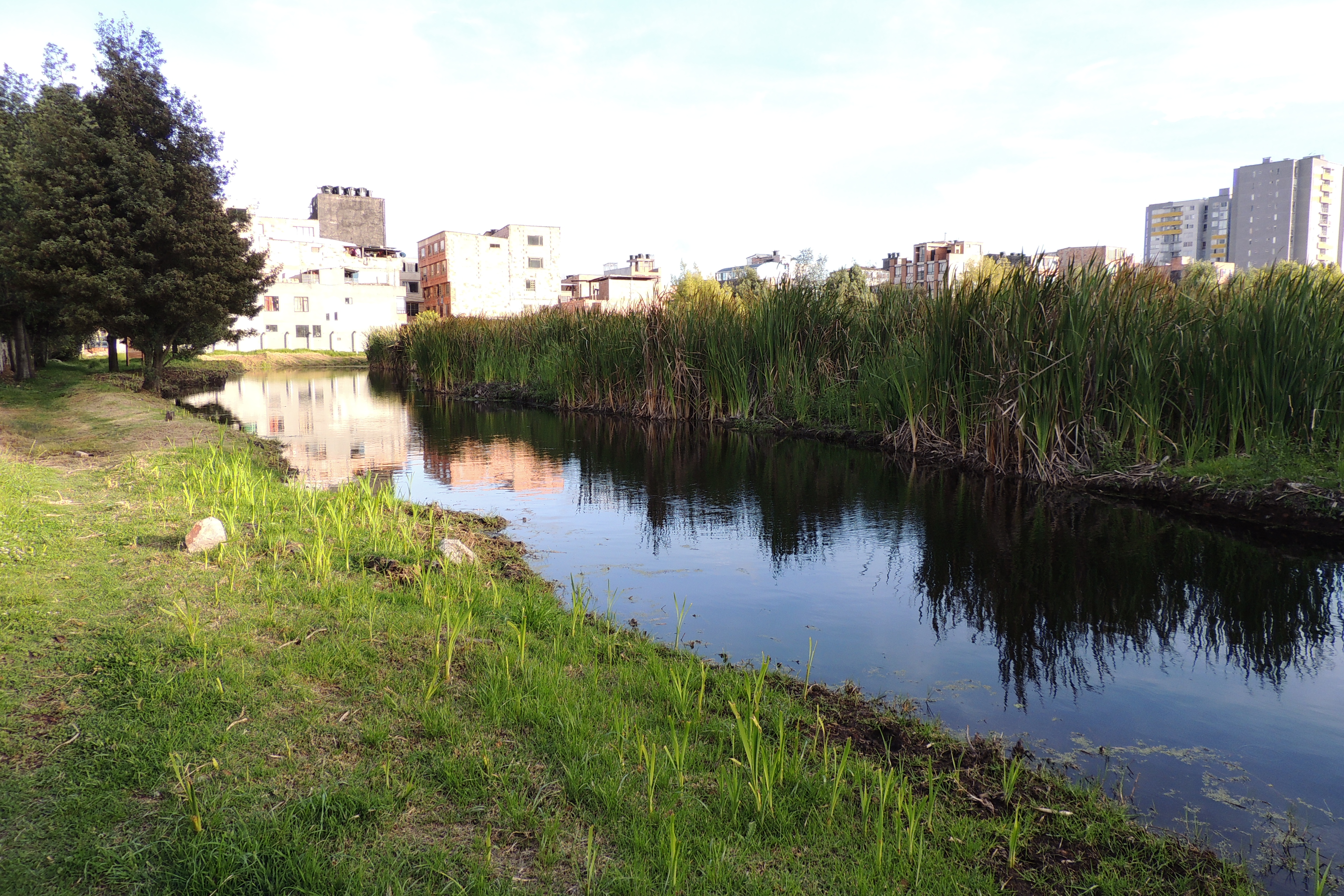
Construcciones colindantes con el humedal.

La situación del humedal de Techo es compleja. En primer lugar, está invadido por el barrio Lagos de Castilla, una ocupación ilegal iniciada en los años 90 que ha sido parcialmente regularizada en un sector, mientras que la ilegalidad aún sigue afectando el área. 
Además, el sector norte alberga industrias y estacionamientos que deterioran gravemente el humedal, mostrando indiferencia hacia su cuidado. Por otro lado, la carrera 80, que originalmente funcionaba como un colector subterráneo de aguas residuales y la construcción de la Avenida Agoberto Mejía, han fragmentado el humedal en dos partes, Norte y Sur.Siendo el humedal un reflejo del proceso de urbanización ilegal que sufrió la ciudad en los años 80s y 90s y redujo el tamaño de la mayoría de los humedales de la ciudad. 